# UC-49号潜艇
陛下之UC-49号艇是德意志帝国海军于第一次世界大战期间建造的其中一艘UC-II型近岸布雷潜艇或称U艇。它由基尔的日耳曼尼亚船厂承建，于1916年11月7日新船下水，至同年12月2日交付使用。其全长52.69米，水面及水下排水量分别为434吨和511吨，艇载武器则包括三具鱼雷发射管、六具水雷滑射槽以及一门88毫米口径甲板炮。UC-49号入役后曾被部署至北海的第一区舰队和驻比利时的佛兰德区舰队，并参与了大西洋潜艇战。通过其十三次巡逻，共直接或间接击沉26艘协约国或中立国舰船，容积总吨累计为66045吨。1918年8月14日，UC-49号在英格兰南部的斯塔特角附近遭英国驱逐舰负鼠号击伤后，于返航途中行至佛兰德沿岸不慎触雷沉没，艇内31名官兵全数阵亡。

## 设计
1915年秋天，由于中立国美国的干预，U艇战几乎陷入停顿，导致德国广泛开展《国际法》所允许的水雷战，从而使布雷潜艇的需求量相应增加。德意志帝国海军潜艇监察局（Inspektion des U-Bootwesens）的开发部门留意到了这一点，遂以UB-II型为基础，按照兼顾布雷效率和生产速度的要求，以41号工程的名义设计了UC-II型潜艇。为了弥补前型UC-I型的缺陷，UC-II型艇不仅更大，而且采用双轴推进系统。然而，与前型最主要的区别在于，UC-II型艇重新运用了双壳体结构。但它并非纯粹的双体潜艇，而是一种中间过渡型；因为外层没有封闭耐压壳体，而是作为鞍形水柜附在上方。
UC-49号是64艘UC-II型方案的其中一艘。这个亚型的艇体结构与UB-II型类似，但体积更大，全长为52.69米，并有3.64米的吃水深度；由于不再考虑铁路运输的装载限界，舷宽也得以增至5.22米。其水上和水下排水量分别为434吨和511吨。艇只采用两台科尔庭六缸四冲程600匹公制馬力（440千瓦特）柴油机用于水面运行，以及两台620匹公制馬力（460千瓦特）的BBC电动发电机用于水下航行；水面最高航速11.8節（21.9每小時），水下7.2節（13.3每小時）；能够在水面以7節（13每小時）航速续航9,450海里（17,500），或以4節（7.4每小時）连续在水下航行52海里（96）而无需充电。其潜没需时约为30秒，能够在50米的深度下运作。
作为布雷潜艇，UC-49号改将六具布雷滑射槽安装在艇体前部，每具储存井内的水雷数量增至3枚，即合共18枚UC200型水雷。布雷时只需将存储井底部的盖板打开，水雷便可凭借自身重量滑入水中。随着滑射槽长度增加，艇体艏楼的上层建筑被抬高，上层建筑与司令塔之间的凹陷处布置了一门88毫米30倍径速射炮作为甲板炮。但由于位置相对较低，火炮甲板在恶劣海况下很容易被涌浪淹没。此外，UC-49号还装备有三具500毫米鱼雷发射管，这极大提升了潜艇的攻击能力。其中艇艏两具外置在两侧、艇艉一具则为内置式，并可搭载合共7枚G6型鱼雷。其标准船员编制为3名军官及23名水兵。

## 历史
1916年1月12日，在海军元帅阿尔弗雷德·冯·提尔皮茨的倡议下，国家海军办公室分别向五家德国造船厂发包第三批次的UC-II型潜艇。UC-49号因此成为基尔日耳曼尼亚船厂承建的第一艘UC级潜艇，建造编号为265。它于1916年11月7日新船下水，至同年12月2日在首度担任艇长的海军上尉卡尔·佩特里的指挥下交付使用，随即展开海试。在佩特里之后，阿尔弗雷德·阿诺尔德中尉和汉斯·屈肯塔尔中尉也曾担任UC-49号的艇长。完成海试后，该艇于1917年3月1日先是被编入驻布伦斯比特尔科格的第一潜艇区舰队服役，自1918年5月22日起又转配至驻泽布吕赫的佛兰德区舰队，成为海军佛兰德集团军的一份子。
在近一年半的服役生涯中，UC-49号参与了大西洋潜艇战，足迹遍及英吉利海峡和锡利群岛沿岸水域。通过其十三次布雷及破交战巡逻，UC-49号合共击沉协约国或中立国的21艘商船和5艘辅助军舰，容积总吨累计为66045吨。其中，体积最大的受害者是注册吨位为12077吨的英国武装商船巡洋舰奥特韦号；它于1917年7月23日在赫布里底群岛的刘易斯角西南附近遭佩特里发射鱼雷击沉，成为一战期间遭U艇击沉的最大型船舶之一。此外，由澳大利亚皇家海军征用、正从勒阿弗尔搭载伤兵前往南安普敦的医疗船沃里尔达号（7713总吨）也于1918年8月3日在英吉利海峡被UC-49号击沉，造成多达123人罹难。尽管船上清楚地标有“红十字”，但与战争期间遭鱼雷袭击的的其他医疗船一样，德国方面声称这些船都载有武器。
1918年8月8日，UC-49号在德文郡的斯塔特角附近布设雷区时，不慎触发了自己的一枚水雷。正在附近进行例行反潜巡逻的英国驱逐舰负鼠号察觉到由此产生的爆炸，它和几艘军用汽艇开始利用水听器和清障器搜寻潜艇。时任UC-49号艇长的屈肯塔尔中尉下令潜到水底，关闭所有机器静默等待，以防被发现。他于15:20和17:57两度尝试启动主机，但立即得到了深水炸弹的回应。负鼠号遂伴以夸张的声响撤退至2.5海里（4.6）之外，以迷惑潜艇；这项策略奏效了，当潜艇于17分钟后浮出水面时，距离其中一艘汽艇仅200碼（180）、距离负鼠号也仅800碼（730），并就此遭到猛烈的火炮攻击。20秒后，潜艇再以艇艏呈50度角的姿态下潜，负鼠号随即投下深水炸弹，将油污和气泡带出水面。第二天，英国人在沉没地点再次投掷深水炸弹，以便使残骸浮出水面，确认潜艇已被摧毁。当包括一个在维也纳制造的灯泡在内的碎片浮出水面时，他们停止了搜索。事实上，UC-49号在这次袭击中幸存了下来，惟返航途中于8月14日在佛兰德沿岸触雷沉没，艇内31名官兵全数阵亡。

## 袭击历史摘要
| 日期           | 船名          | 船籍         | 吨位  | 结局 |
| -------------- | ------------- | ------------ | ----- | ---- |
| 1917年5月3日   | 赫尔格号      | 丹麦         | 162   | 击沉 |
| 1917年5月7日   | 托雷·亚尔号   | 挪威         | 1256  | 击沉 |
| 1917年5月9日   | 温沃德霍号    | 英国         | 226   | 击沉 |
| 1917年5月14日  | 贝尔·莉莉号   | 英国         | 168   | 击沉 |
| 1917年6月17日  | 托斯托号      | 挪威         | 1234  | 击沉 |
| 1917年7月22日  | 科托维亚号    | 英国         | 4020  | 击沉 |
| 1917年7月23日  | 奥特韦号      | 英國皇家海軍 | 12077 | 击沉 |
| 1917年7月24日  | 布莱克号      | 英国         | 3740  | 击沉 |
| 1917年7月25日  | 迪亚号        | 挪威         | 1109  | 击沉 |
| 1917年8月25日  | 新兴号        | 英国         | 4969  | 击沉 |
| 1917年9月2日   | 邓迪号        | 英國皇家海軍 | 2187  | 击沉 |
| 1917年10月21日 | 班迪号        | 英国         | 73    | 击沉 |
| 1917年12月8日  | 美迪桥号      | 英国         | 3653  | 击沉 |
| 1918年1月3日   | 黑鲸号        | 英國皇家海軍 | 237   | 击沉 |
| 1918年1月24日  | 菲吉亚号      | 瑞典         | 1741  | 击沉 |
| 1918年1月24日  | 延雪平2号     | 瑞典         | 1274  | 击沉 |
| 1918年2月9日   | 马吉·史密斯号 | 英国         | 24    | 击沉 |
| 1918年2月21日  | 波尔号        | 挪威         | 1149  | 击沉 |
| 1918年2月21日  | 收割者号      | 英国         | 91    | 击沉 |
| 1918年2月24日  | 阿姆斯特丹号  | 英国         | 806   | 击沉 |
| 1918年5月1日   | 萨姆索号      | 丹麦         | 324   | 击沉 |
| 1918年6月10日  | 芒特比号      | 英国         | 3263  | 击沉 |
| 1918年6月13日  | 杯粉蝶号      | 英國皇家海軍 | 6103  | 击沉 |
| 1918年6月22日  | 瑞亚号        | 英国         | 1308  | 击沉 |
| 1918年8月3日   | 沃里尔达号    | 澳洲皇家海軍 | 7713  | 击沉 |
| 1918年8月8日   | 波特伍德号    | 英国         | 2241  | 击伤 |
| 1918年8月13日  | 布里斯班城号  | 英国         | 7138  | 击沉 |

## 脚注
1. 1 2 3 4  Helgason, Guðmundur. . German and Austrian U-boats of World War I - Kaiserliche Marine - Uboat.net.   [2009-02-23].
2. ↑  Tarrant，第173頁.
3. 1 2 3  Gröner 1991，第31-32頁.
4. 1 2 3  Helgason, Guðmundur. . German and Austrian U-boats of World War I - Kaiserliche Marine - Uboat.net.   [2015-02-25].
5. ↑  Helgason, Guðmundur. . German and Austrian U-boats of World War I - Kaiserliche Marine - Uboat.net.   [2015-02-25].
6. ↑  Helgason, Guðmundur. . German and Austrian U-boats of World War I - Kaiserliche Marine - Uboat.net.   [2015-02-25].
7. ↑  陈进，第48頁.
8. ↑  . Navypedia.   [2022-09-16]. （原始内容存档于2023-01-20）.
9. ↑  陈进，第46頁.
10. ↑  Michelsen，第48頁.
11. ↑  陈进，第165頁.
12. ↑  Herzog，第139頁.
13. ↑  NARS，第66頁.
14. 1 2  Helgason, Guðmundur. . German and Austrian U-boats of World War I - Kaiserliche Marine - Uboat.net.   [2015-02-25].
15. ↑  Helgason, Guðmundur. . German and Austrian U-boats of World War I - Kaiserliche Marine - Uboat.net.   [2022-09-30].
16. ↑  Helgason, Guðmundur. . German and Austrian U-boats of World War I - Kaiserliche Marine - Uboat.net.   [2009-04-14].
17. ↑  Helgason, Guðmundur. . German and Austrian U-boats of World War I - Kaiserliche Marine - Uboat.net.   [2022-09-30].
18. ↑  .   [2006-10-09]. （原始内容存档于2006-02-19）.
19. ↑  Grant，第120–121頁.
20. ↑  Kemp，第54頁.